# Al Husha (huyện)
Huyện Al Husha là một huyện thuộc tỉnh Al Dali', Yemen. Đến thời điểm năm 2003, huyện này có dân số 60178 người